# Алиџон Хајрулојев
Алиџон Хајрулојев (таџ. Алиҷон Хайруллоев, романизовано Alijon Khairulloev; Душанбе, 16. јул 2001) таџикистански је пливач чија специјалност су спринтерске трке слободним и делфин стилом.

## Спортска каријера
На међународној сцени је дебитовао као петнаестогодишњак, на светском првенству у малим базенима у канадском Виндзору 2016. где је био један од најмлађих учесника.
На Азијским играма у Џакарти 2018. у трци на 50 делфинј испливао је нови национални рекорд Таџикистана, са временом од 28,67 секунди.
Први наступ на светским првенствима у великим базенима имао је у корејском Квангџуу 2019. где је наступио у квалификационим тркама на 50 делфин (81. место) и 100 слободно (110. место).